# Mecistogaster ornata
Mecistogaster ornata là loài chuồn chuồn trong họ Pseudostigmatidae. Loài này được Rambur mô tả khoa học đầu tiên năm 1842.